# Sindacato in Italia

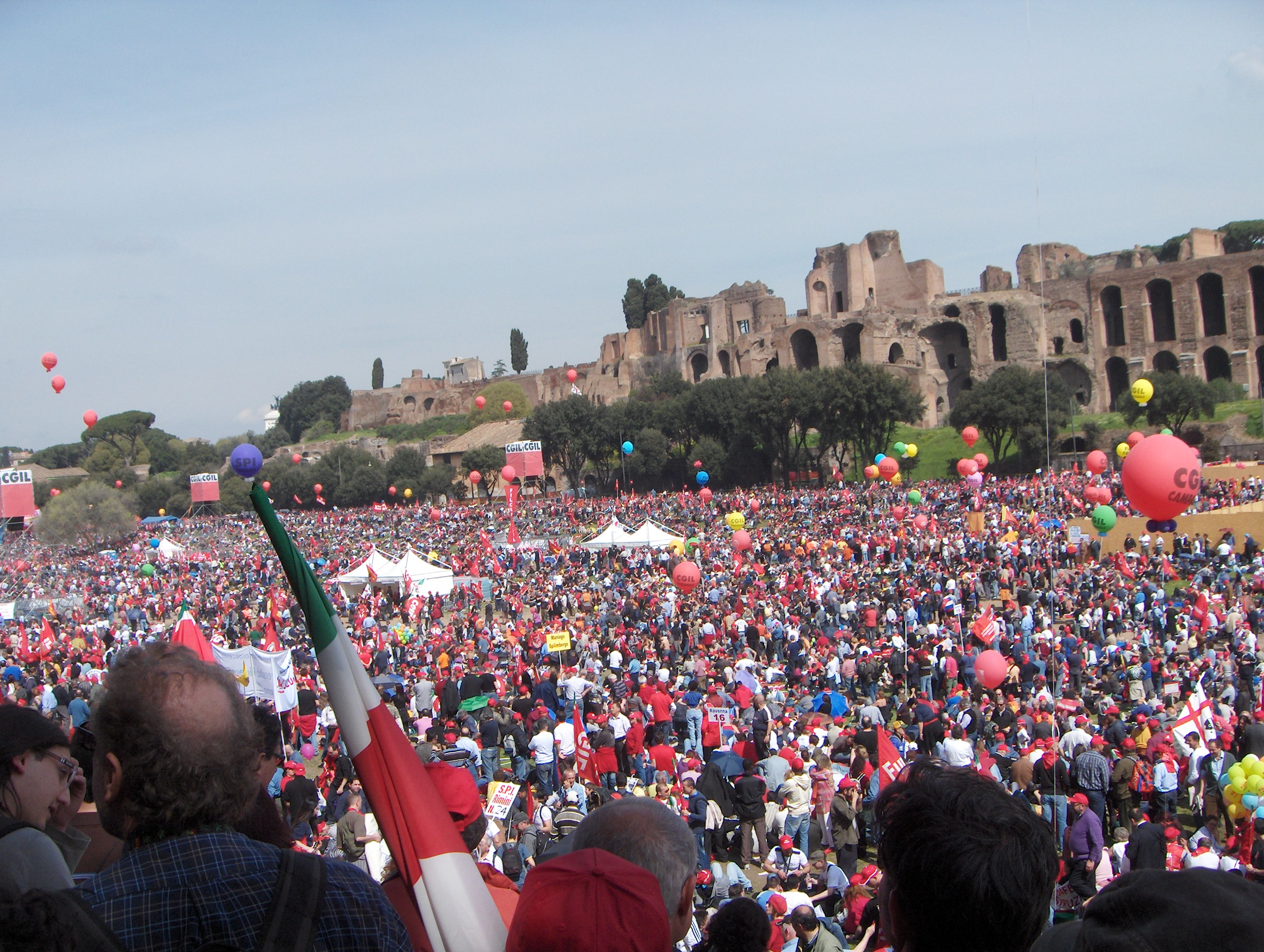
Manifestazione del sindacato al Circo Massimo di Roma, 4 aprile 2009.

Questa voce raccoglie informazioni sul sindacato in Italia.

## Storia
Il primo esempio di contratto sindacale in Italia è precedente all'Unità, e porta la firma di don Bosco: l'8 febbraio 1852 a Torino, nella casa dell'oratorio San Francesco di Sales, il giovane apprendista falegname Giuseppe Odasso firmava il primo contratto di «apprendizzaggio» in tutta Italia, su carta bollata da 40 centesimi, garante appunto don Giovanni Bosco (per questo motivo gli ispettori del lavoro a lui devoti hanno richiesto alla CEI l'attribuzione al presbitero del ruolo di protettore degli ispettori del lavoro e degli ispettori tecnici del lavoro, ruolo riconosciuto ufficialmente dal 9 maggio 2022), ed è conservato nell'archivio della congregazione salesiana insieme con altri contratti, tra cui uno precedente del novembre 1851, ma in carta semplice.
Le prime associazioni sindacali vennero create tra la fine del XIX e l'inizio del XX secolo. Con l'avvento del regime fascista e del sindacalismo fascista nel 1926 furono abolite tutte le associazioni, sostituite da corporazioni riunite nella confederazione nazionale delle corporazioni sindacali. Dopo la seconda guerra mondiale con la nascita della Repubblica Italiana venne ripristinata la libertà sindacale che venne garantita anche da apposita previsione della Costituzione della Repubblica Italiana. 
Nel secondo dopoguerra durante gli anni di piombo si ebbero vari interventi legislativi per disciplinare il diritto sindacale, il più significativo portò alla promulgazione dello statuto dei lavoratori ed all'introduzione della rappresentanza sindacale aziendale (RSA), seguito dall'accordo sindacale interconfederale del 1991 che introdusse la rappresentanza sindacale unitaria (RSU).

## Caratteristiche e requisiti
L'art. 39 della Costituzione della Repubblica Italiana stabilisce alcuni principi circa l'attività sindacale, qualificata in termini di libertà, e attribuisce ai sindacati il potere di contrattazione collettiva. La norma prefigura un modello nel quale il potere negoziale sindacale affonda le proprie radici nei principi di autonomia e libertà, ed attribuisce efficacia vincolante, per i lavoratori, ai contratti collettivi stipulati dalle organizzazioni rappresentative degli stessi:
appartenenti alle categorie alle quali il contratto si riferisce.»
Dal punto di vista giuridico è un'associazione non riconosciuta, come i partiti politici. Ai sensi dell'art. 39 della Costituzione repubblicana, la rappresentatività di un sindacato è il presupposto sul quale si valuta il potere di firmare accordi vincolanti per tutti i lavoratori del settore cui l'accordo si riferisce e per l'accesso alle tutele dell'attività sindacale previste dalla legge (art. 19 dello Statuto dei lavoratori). I dirigenti ed i rappresentanti sindacali godono di alcune tutele, come ad esempio della legge 11 giugno 1974, n. 252 e del decreto legislativo 16 settembre 1996, n. 564 conferisce loro varie agevolazioni di carattere previdenziale. Molteplici sentenze della Corte costituzionale hanno chiarito che la rappresentatività di un sindacato è determinata da una serie di elementi anche indiziari, non unicamente dal numero di iscritti, di preferenze nelle elezioni delle RSA e delle RSU o nei referendum approvativi di un contratto collettivo nazionale di lavoro.
Il TAR è l'autorità competente per l'accertamento della rappresentatività di un sindacato e la conseguente ammissione ai benefici di cui art. 19 Statuto dei Lavoratori. Pertanto, la valutazione di merito non è lasciata ai soli lavoratori con gli strumenti del tesseramento presso un sindacato o un altro, e con il diritto di voto nelle elezioni di RSA, RSU e per l'approvazione di contratti aziendali o collettivi. Nei ricorsi al TAR è stata ripetutamente invocata come elemento di rappresentatività la partecipazione del sindacato a vertenze significative per licenziamenti collettivi e accordi di mobilità (che non sono qualificati come contratti collettivi normativi), per le quali i datori sono obbligati dalla legge a negoziare col sindacato. Invece, salvo l'eccezione dell'art. 19 dello statuto dei lavoratori; Con la sentenza 26 gennaio 1995, n. 30, la Corte costituzionale ha affermato che la firma di contratti collettivi come condizione necessaria per le RSA, la giurisprudenza ha chiarito che non si può ritenere un sindacato più rappresentativo perché abbia firmato contratti collettivi oppure sia stato ammesso dal datore ai benefici di legge, in quanto:
- non esistono obblighi in capo ai datori in materia di contratti, sia collettivi che aziendali. Infatti, la giurisprudenza ha chiarito che non esiste nessun obbligo né di applicare un contratto collettivo, né di negoziare coi sindacati un contratto aziendale, né -qualora il datore scelga di avviare un negoziato- l'obbligo di firmare un contratto aziendale congiuntamente con tutti i sindacati più rappresentativi, o almeno di negoziarlo ammettendoli tutti alle trattative;
- la conseguente libertà del datore favorirebbe la costituzione di sindacati di comodo o comunque un'ingerenza dei datori nella controparte sindacale (vietati dall'art. 17 Statuto dei Lavoratori, senza previste sanzioni). Secondo la stessa sentenza:

Molti giuristi si sono occupati a fondo della questione della "maggiore rappresentatività" e, in particolare dell'attuazione dell'art. 39 Costituzione, che alcuni giuristi hanno ritenuto non compiuta  Fra questi elementi, la pluricategorialità (es. impiegati, quadri, operai) e la intercategorialità (es. vari settori dell'economia: chimico, metalmeccanico) sono elementi che concretamente determinano la capacità del sindacato di aggregare e di coordinare "gli interessi dei vari gruppi professionali, anche al fine di ricomporre, ove possibile, le spinte particolaristiche in un quadro unitario". Tra il 2014 ed il 2015 Cgil, Cisl e Uil insieme, hanno affermato di rappresentare 11.784.662 lavoratori anche se dai contributi versati per ogni iscritto alla Confédération Européenne des Syndicats risultano molti meno. Il bilancio consolidato non è contemplato, ma più della metà dei loro guadagni provengono comunque dai contributi pubblici, dalle proprie attività sparse sul territorio in modo diretto, con gli enti bilaterali regolamentati dalla legge 14 febbraio 2003, n. 30 e dalle buste paga dei non aderenti con le quote di assistenza contrattuale.
Sui sindacati di comodo, la giurisprudenza non ha condotte tipicizzate; in generale, l'intervento di un giudice sulla questione non comporta lo scioglimento del sindacato né la nullità degli atti o patti firmati nel frattempo, o l'obbligo di restituzione dei finanziamenti illecitamente ricevuti, ma semplicemente il divieto per il datore di lavoro di continuare con la propria azione di sostegno, comunque si sia concretizzata. La convenzione dell'Organizzazione internazionale del lavoro del 9 luglio 1948, n. 87 sulla libertà sindacale e la protezione del diritto sindacale - ratificata dall'Italia il 13 maggio 1958 ed entrata in vigole un anno dopo - all'art 4. vieta che le organizzazioni dei lavoratori e dei datori di lavoro non sono soggette a scioglimento o a sospensione per via amministrativa.

## I sindacati delle imprese
I sindacati delle imprese in Italia sono centinaia, suddivisi o per dimensione/tipologia oppure per settore a volte per territorio geografico. Oltre ai sindacati delle imprese esistono anche i sindacati dei lavoratori autonomi tra cui quelli dei libero professionisti. Nel mondo del lavoro autonomo azioni sindacali famose sono quelle dei padroncini, taxisti, farmacisti, avvocati e degli edicolanti. Da evidenziare che, come per i lavoratori subordinati o parasubordinati, non è obbligatoria l'iscrizione di un'impresa o di un lavoratore autonomo ad un'associazione sindacale.
Negli incontri tra le parti interessate, spesso convocati da istituzioni pubbliche, i rappresentanti dei lavoratori e delle imprese svolgono le relazioni sindacali: a livello nazionale, ad esempio, per revisionare il CCNL di riferimento; a livello territoriale o della singola azienda si affrontano le questioni lavorative e sindacali locali o specifiche. Anche a livello individuale (la singola persona) spesso vi sono le relazioni sindacali tra un rappresentante del lavoratore e uno dell'impresa.